# Nicola Formichetti
Nicola Formichetti (Tokyo, 31 maggio 1977) è uno stilista e direttore artistico italiano.

## Biografia
Formichetti nasce a Tokyo, in Giappone, il 31 maggio del 1977, figlio di un pilota civile italiano e di una hostess giapponese, e cresce dividendosi tra la capitale nipponica e Roma, in Italia. È principalmente conosciuto per essere stato direttore creativo della casa di moda francese Mugler, che nel 2013 ha lasciato per entrare a far parte del marchio Diesel.
È divenuto popolare soprattutto grazie alle collaborazioni con la cantante statunitense Lady Gaga in veste di suo fashion stylist. Tra le sue più note creazioni il famoso abito di carne indossato dalla cantante durante gli MTV Video Music Awards 2010.
Formichetti è anche noto in quanto direttore moda di Vogue Hommes Japan, redattore di numerose riviste di moda, e direttore moda per l'azienda di abbigliamento Uniqlo.
Nel novembre 2010 è stato nominato come una delle "forze creative più influenti sulla moda moderna." Il mese successivo ha vinto il premio Isabella Blow Award nella categoria "Creatore di moda" in occasione dei British Fashion Awards 2010.

## Vita privata
Formichetti è dichiaratamente omosessuale.